# Weston Coyney
Weston Coyney – dzielnica miasta Stoke-on-Trent, w Anglii, w Staffordshire, w dystrykcie (unitary authority) Stoke-on-Trent. W 2011 miejscowość liczyła 5073 mieszkańców. Weston Coyney jest wspomniana w Domesday Book (1086) jako Westone.